# (6635) Zuber
(6635) Zuber – planetoida z grupy pasa głównego asteroid okrążająca Słońce w ciągu 2 lat i 219 dni w średniej odległości 1,89 j.a. Została odkryta 26 września 1987 roku. Przed nadaniem nazwy planetoida nosiła oznaczenie tymczasowe (6635) 1987 SH3.